# ایستگاه متروی نورثوود
ایستگاه متروی نورثوود (انگلیسی: Northwood tube station) یکی از ایستگاه‌های خط متروپولیتن متروی لندن است.
این ایستگاه که در منطقه هیلینگدون لندن قرار دارد در سال ۱۸۸۷ میلادی تأسیس شده است.

## نگارخانه

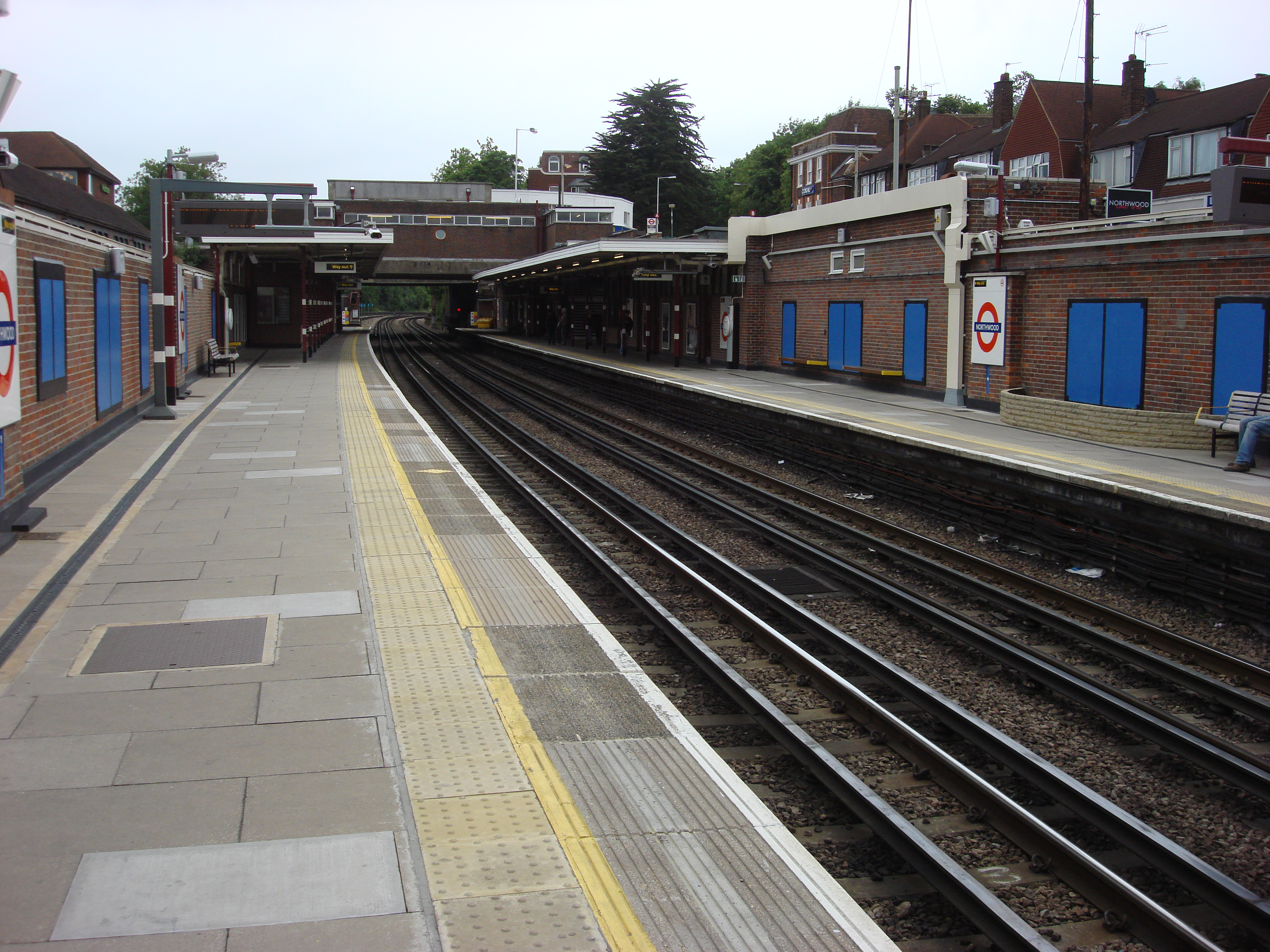
Northbound platform looking north
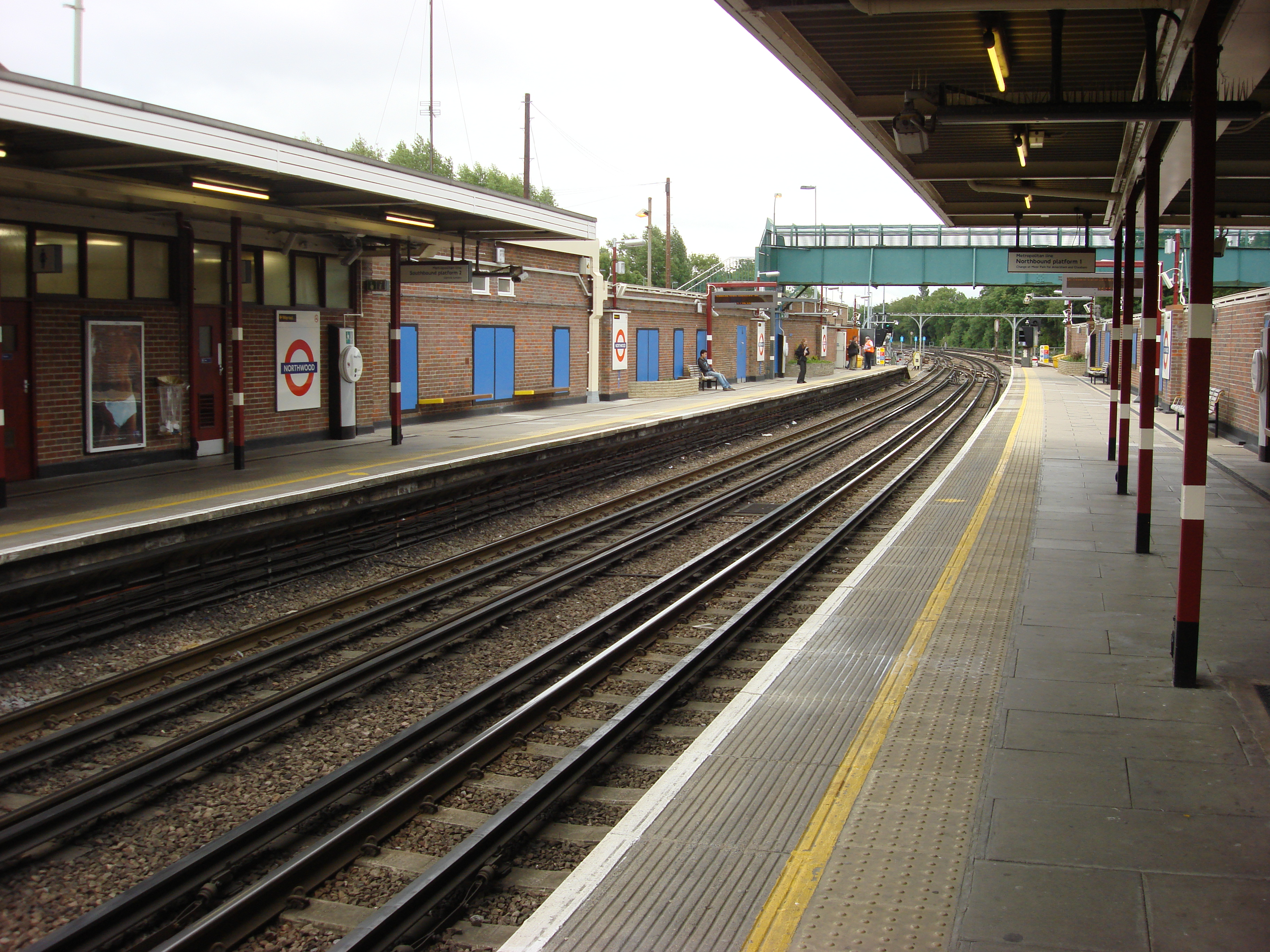
Northbound platform looking south
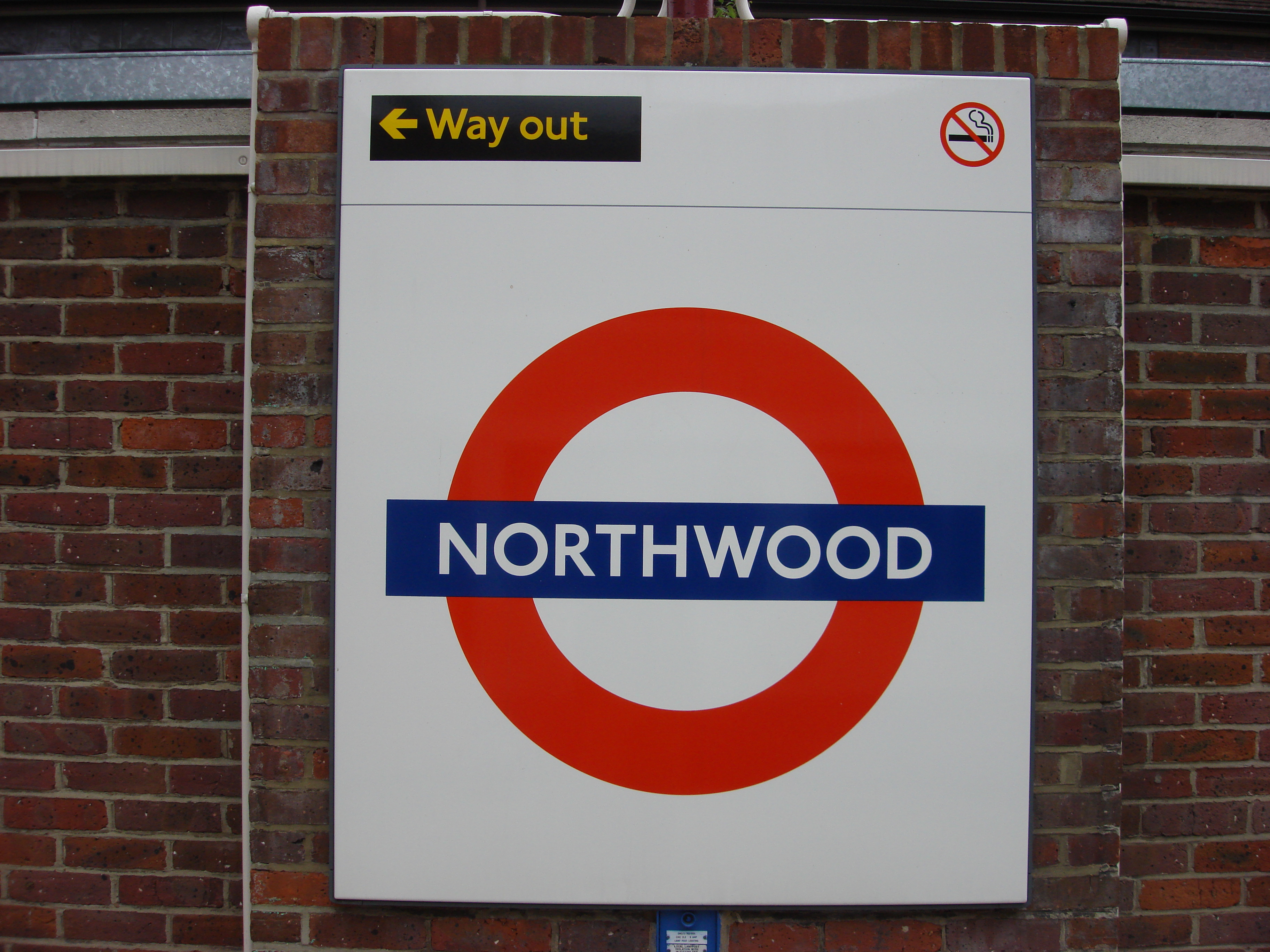
Station platform roundel